# Associazione Calcio Montichiari 2008-2009
Questa voce raccoglie le informazioni riguardanti  l'Associazione Calcio Montichiari nelle competizioni ufficiali della stagione 2008-2009.

## Stagione
Nella stagione 2008-2009 il Montichiari risale tra i professionisti, dopo aver ottenuto il secondo posto nel girone D di Serie D, dietro alla Giacomense, ed aver vinto i Play-off. Disputa il girone A del campionato di Lega Pro di Seconda Divisione, raccoglie 38 punti che valgono il quattordicesimo posto, per salvarsi deve disputare il Play-out, in un drammatico derby bresciano contro il Carpenedolo, che al termine del campionato ha 33 punti, cinque in meno dei rossoblù. A Carpenedolo vincono (1-0) i rossoneri, a Montichiari finisce (1-1), così il Montichiari ritorna in Serie D tra i dilettanti. Meglio il percorso nella Coppa Italia di Lega Pro dove i monteclarensi si qualificano, dietro al Lecco, nel girone C di qualificazione, eliminando Carpenedolo, Caratese e Pizzighettone. Poi nel primo turno ad eliminazione diretta si impongono (0-1) a Crema contro il Pergocrema, mentre nel secondo turno vengono eliminati (1-0) dal Sudtirol.